# Súper 6
El Súper 6 es una competición de waterpolo masculino entre clubes argentinos. Surge en 2009 con el objeto de que los clubes de waterpolo no estuviesen todo el período comprendido entre el final de la Liga Nacional y el Campeonato Argentino (noviembre-marzo) sin competencias oficiales. Marca el final de la temporada regular de la División de Honor del Water Polo Argentino.

## Historial
Estos son los campeones de Super 6:
- 2019    -  Sin Competencia  -
- 2018 : Club Regatas de Santa Fe (Sede: Club Gimnasia y Esgrima de Rosario - Rosario)
- 2017 : Gimnasia y Esgrima de Rosario (Triple Corona del waterpolo argentino)  (Sede: Club Atlético Provincial - Rosario)
- 2016 : Gimnasia y Esgrima de Rosario  (Sede: Club Gimnasia y Esgrima de Buenos Aires (Palermo) - Capital Federal)
- 2015 : Gimnasia y Esgrima de Rosario (Triple Corona del Water Polo Argentino)   (Sede: Club Gimnasia y Esgrima de Rosario - Rosario)
- 2014 : Gimnasia y Esgrima de Rosario (Triple Corona del waterpolo argentino)   (Sede: Parque Sarmiento - Capital Federal)
- 2013 : Gimnasia y Esgrima de Rosario  (Sede: Club Gimnasia y Esgrima de Buenos Aires (Palermo) - Capital Federal)
- 2012 : Club Sportsmen Unidos de Rosario   (Sede: Complejo Parque Alem - Rosario)
- 2011 : Gimnasia y Esgrima de Rosario (Triple Corona del Water Polo Argentino) (Sede: Complejo Parque Alem - Rosario)
- 2010 : Gimnasia y Esgrima de Rosario  (Triple Corona del waterpolo argentino)   (Sede: CeNARD - Capital Federal)
- 2009 : Gimnasia y Esgrima de Rosario (Sede: Club Atlético River Plate - Capital Federal)